# Tous les soleils
Tous les soleils is een Franse filmkomedie uit 2011 onder regie van Philippe Claudel.

## Verhaal
Alessandro is een Italiaanse hoogleraar barokmuziek in Straatsburg. Hij woont samen met zijn tienerdochter Irina en zijn broer Crampone, een excentrieke anarchist die in Frankrijk de status van politiek vluchteling heeft aangevraagd uit onvrede met het beleid van Berlusconi. Alessandro heeft regelmatig het gevoel dat hij twee tieners moet opvoeden. Hij doet zijn uiterste best om een goede vader te zijn, maar hij vergeet daardoor zijn eigen liefdesleven weer op te bouwen. Wanneer zijn dochter voor de eerste keer verliefd wordt, neemt ook het leven van Alessandro een nieuwe wending.

## Rolverdeling
| Acteur                | Personage   |
| --------------------- | ----------- |
| Stefano Accorsi       | Alessandro  |
| Neri Marcorè          | Crampone    |
| Clotilde Courau       | Florence    |
| Lisa Cipriani         | Irina       |
| Anouk Aimée           | Agathe      |
| José Luis Roig        | Fernando    |
| Xavier Boulanger      | Dieter      |
| Aude Koegler          | Francette   |
| Philippe Rebbot       | Jean-Paul   |
| Marie Seux            | Malou       |
| Margot Lefevre        | Grootmoeder |
| Jean-Marie Holterbach | Grootvader  |
| Patricia Joly         | Directrice  |
| Émilie Gavois-Kahn    | Postbode    |
| Fayssal Benhamed      | Commissaris |